# 단열 유리

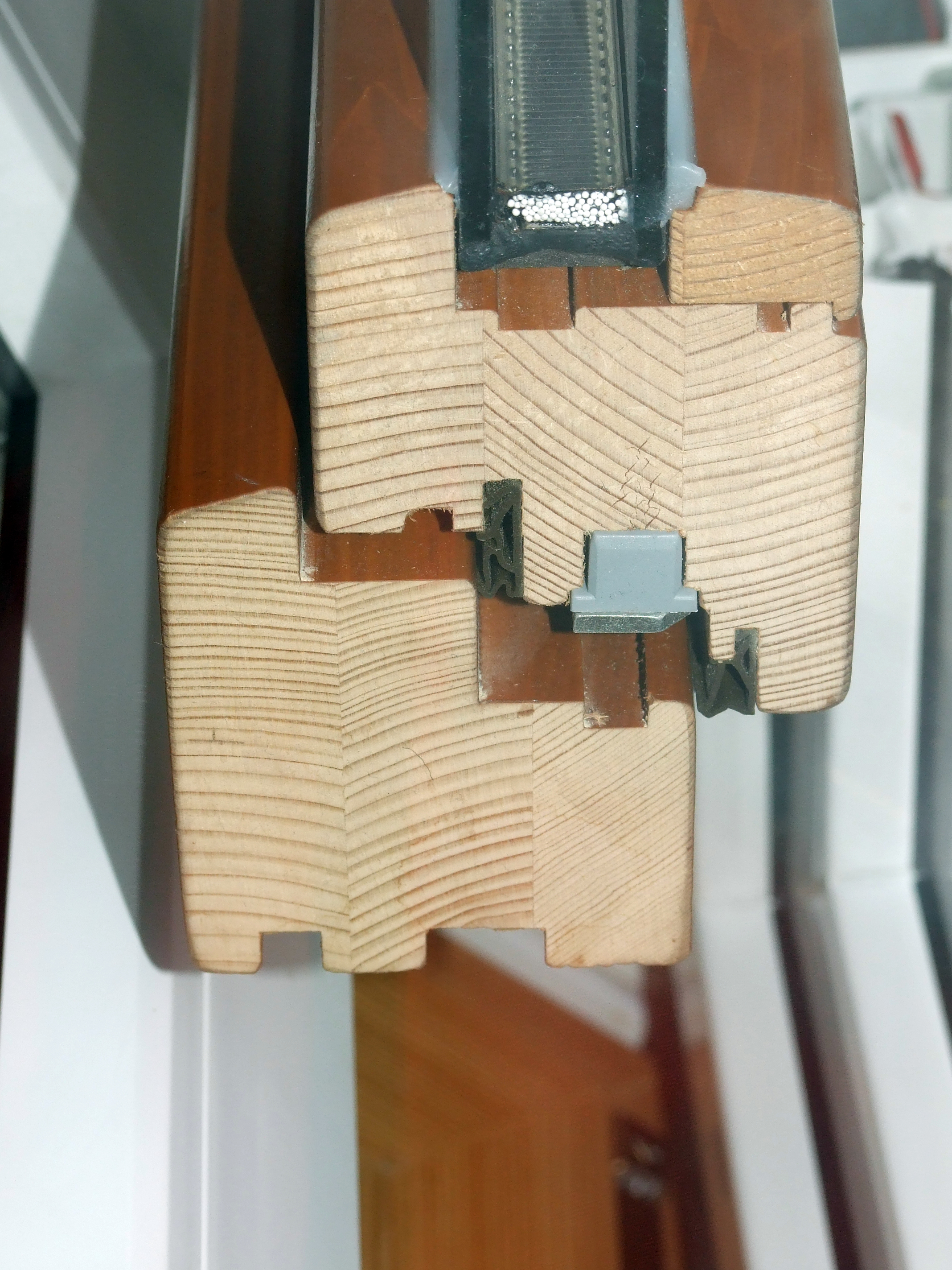

단열 유리(insulated glazing, IG)는 건물 외피 부분에 대한 열 전달을 줄이기 위해 공간으로 분리된 두 개 이상의 유리창으로 구성된다. 단열 유리가 있는 창은 건축에 사용되는 유리 창 수에 따라 일반적으로 이중창(이중 유리), 삼중창(삼중 유리), 사중창(사중 유리)으로 알려져 있다.
IGU(insulating glass unit, 절연 유리 장치)는 일반적으로 3~10mm(1/8"~3/8") 두께의 유리로 제조된다. 더 두꺼운 유리는 특수 용도로 사용된다. 접합유리 또는 강화유리도 건축의 일부로 사용될 수 있다. 대부분의 장치는 양쪽 창에 동일한 두께의 유리를 사용하여 생산되지만 음향 감쇠 또는 보안과 같은 특수 응용 분야에서는 장치에 통합되는 유리 두께가 다를 수 있다.
판유리 사이의 공간은 대부분의 단열 효과를 제공하며 공기로 채워질 수 있지만 더 나은 단열 효과를 제공하기 위해 아르곤이 자주 사용되거나 때로는 다른 가스 또는 진공이 사용되는 경우도 있다.

## 같이 보기
- 커튼월
- 창 (건축)